# Lípa velkolistá (Staré Prachatice)
Lípa velkolistá je památný strom, který roste ve středu Starých Prachatic, části města Prachatice. Vytváří zde dominantu viditelnou ze silnice č. II/141. Lípa je v bezprostřední blízkosti domu čp. 1, který má pozoruhodný gotický sedlový portálek a je kulturní památkou ČR.

## Základní údaje
- název: Lípa velkolistá,[3] Lípa velkolistá (Staré Prachatice)
- druh: lípa velkolistá (Tilia platyphyllos Scop.)
- obvod: 440 cm[3]
- ochranné pásmo: v rozsahu svislého průmětu koruny – kruh o poloměru cca 10 m od kmene stromu

- věk: 200 let[3]
- památný strom ČR: od 31. května 2017[3]
- umístění: kraj Jihočeský, okres Prachatice, obec Prachatice, část Staré Prachatice

## Stav stromu a údržba
Zdravotní stav lípy je dobrý. V roce 2016 byla odborně ošetřena. Byl proveden zdravotní a odlehčovací řez, dále byly instalovány bezpečnostní vazby v koruně stromu a rovněž obvodové vazby. Vznikající dutina byla zastřešena.

## Památné stromy v okolí
- Prachatický liliovník
- Prachatický břečťan
- Prachatický jilm

## Galerie

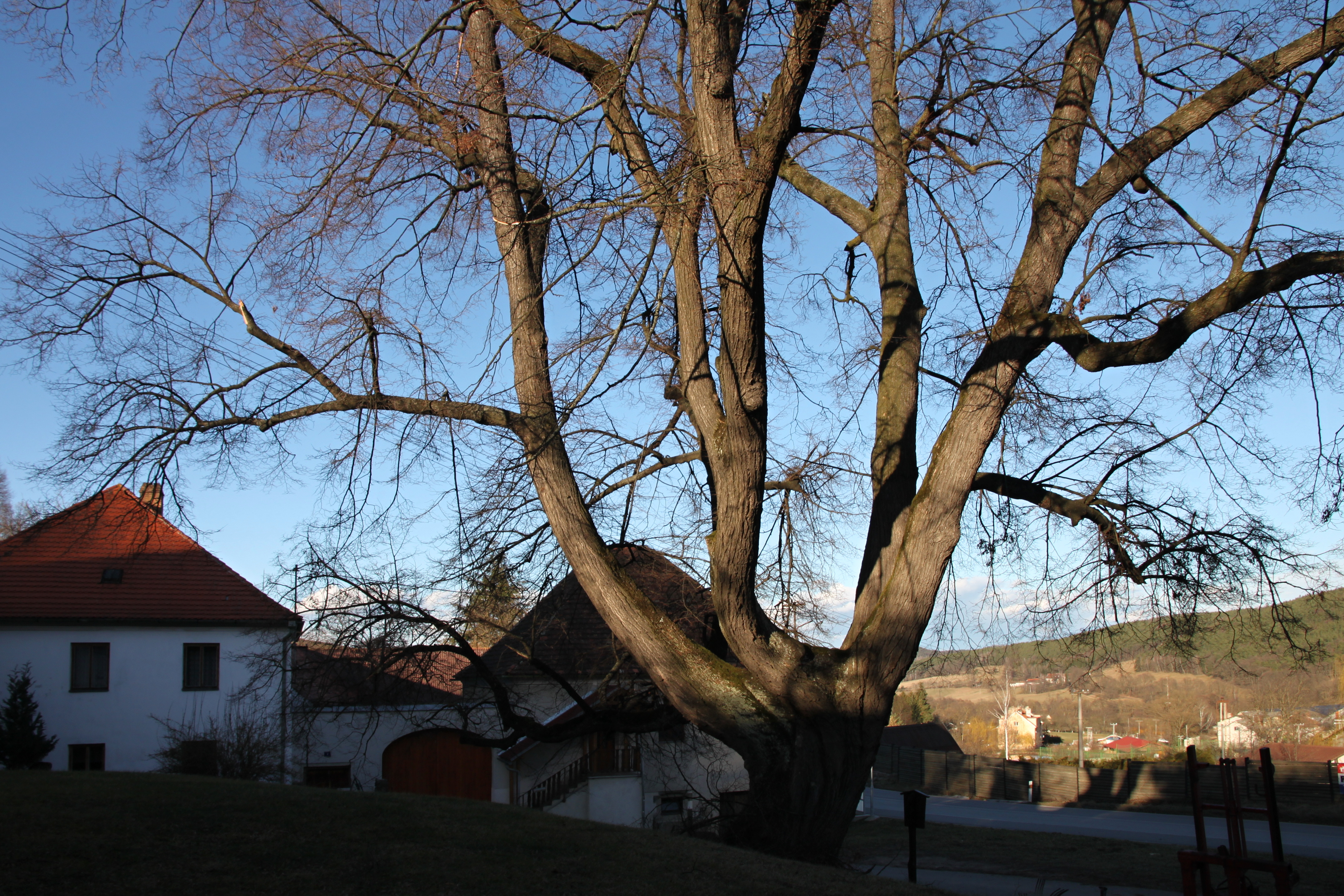
Pohled od jihu
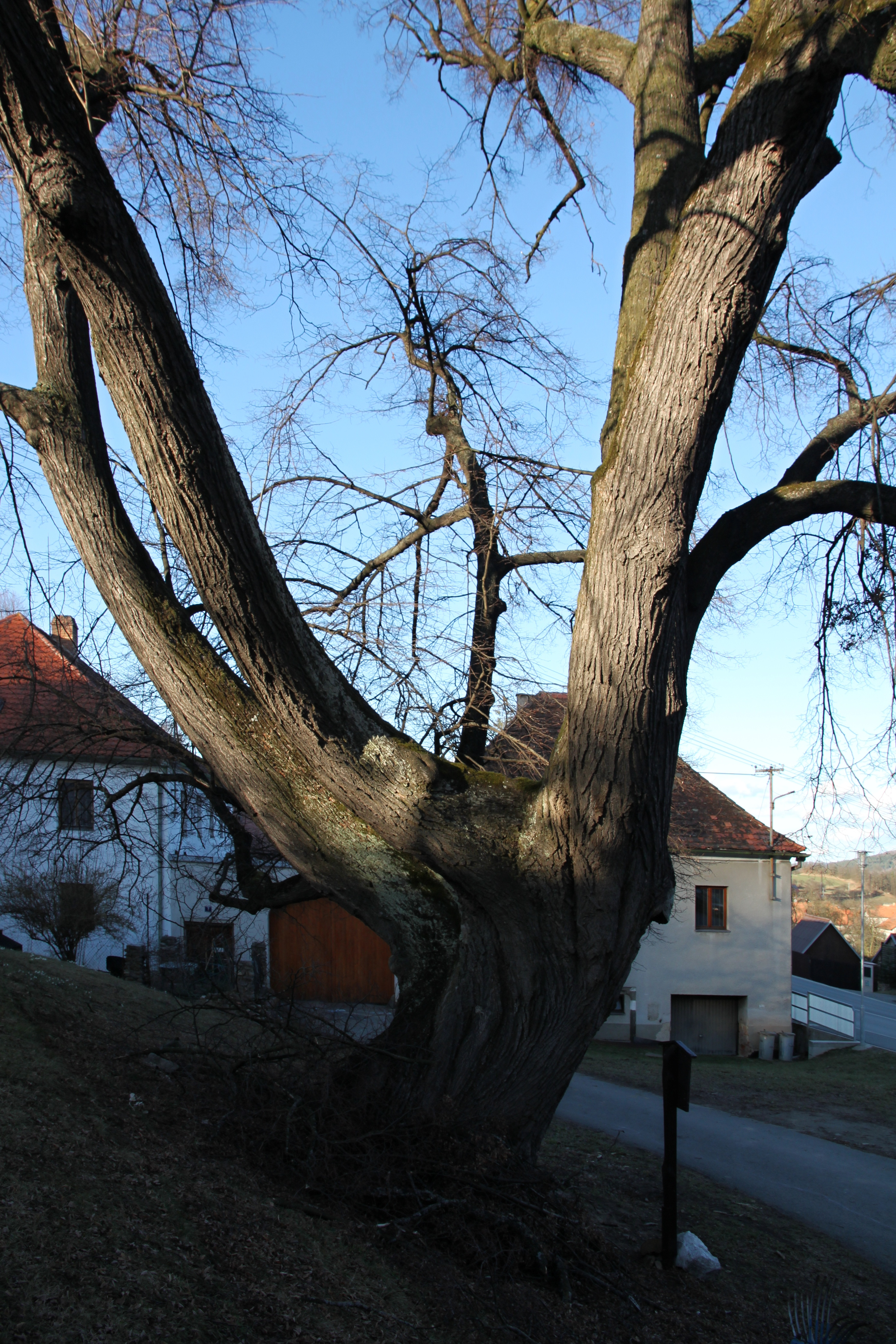
Pohled od jihu, detail
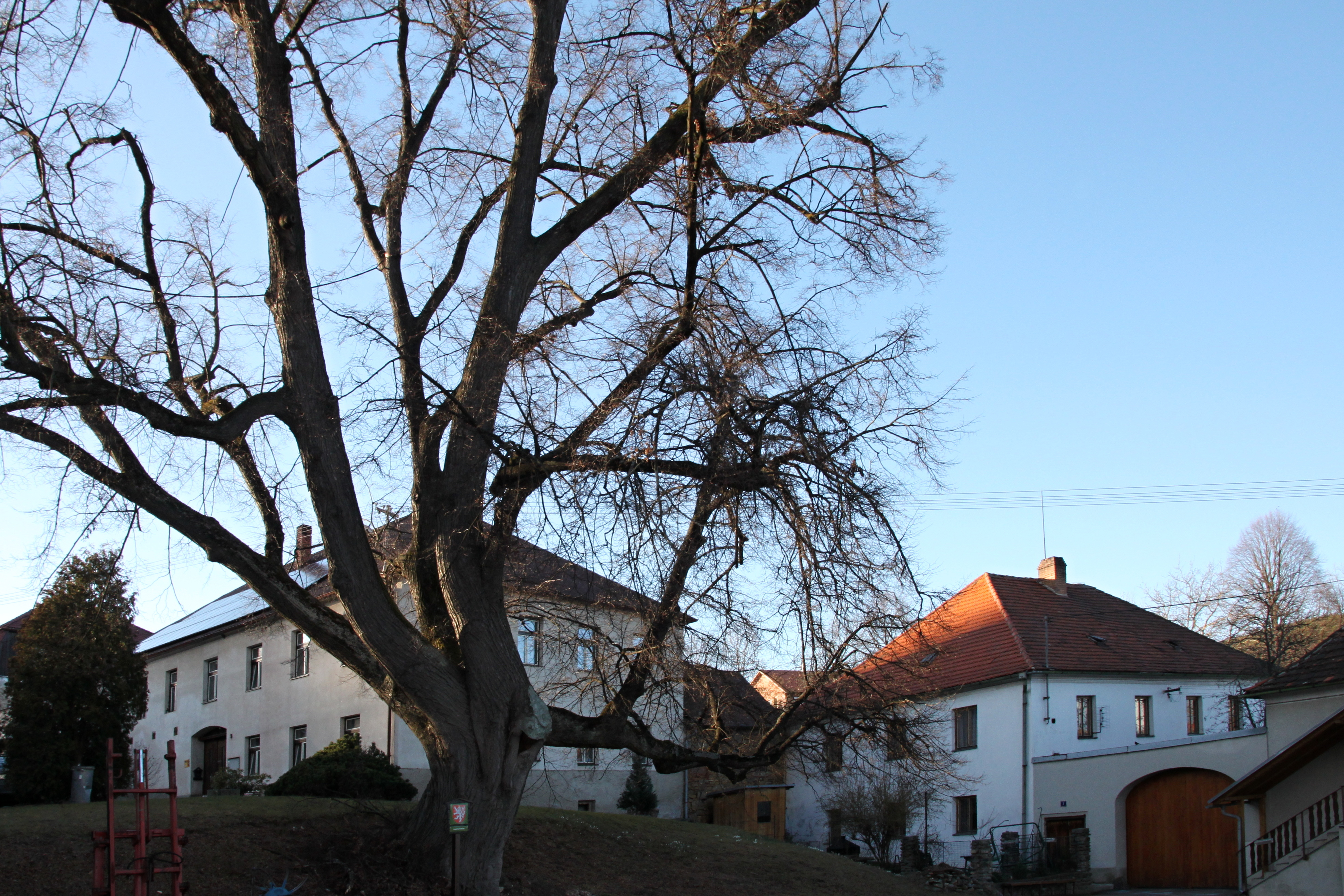
Pohled od silnice
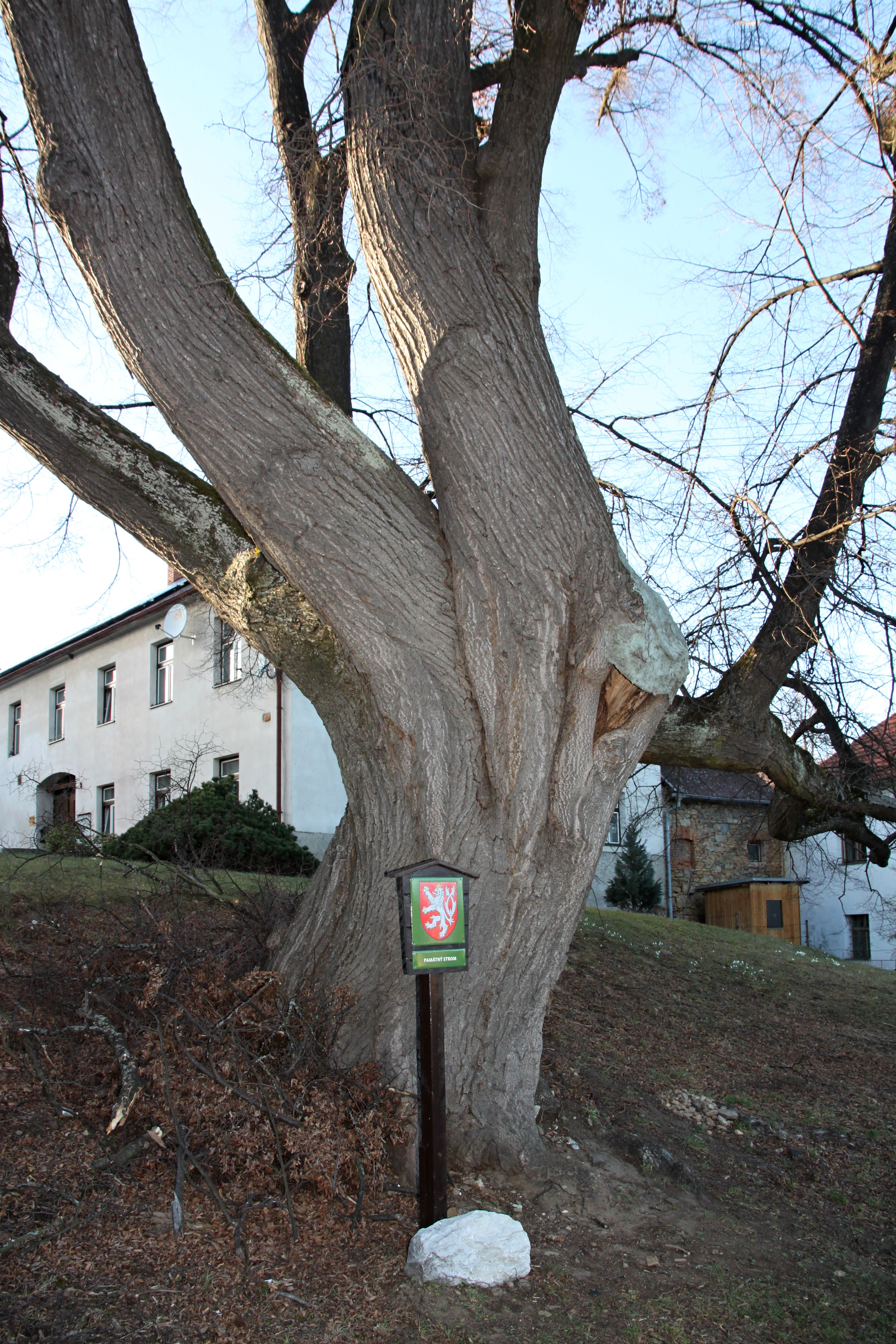
Cedule označující památný strom